# Germain Rallon
 (novembre 2012).
Si vous disposez d'ouvrages ou d'articles de référence ou si vous connaissez des sites web de qualité traitant du thème abordé ici, merci de compléter l'article en donnant les références utiles à sa vérifiabilité et en les liant à la section « Notes et références ».
Germain Rallon, né le 24 janvier 1896 à Aubigny et mort le 19 juin 1945 à Thénezay, est un écrivain français.

## Biographie
Ses parents sont issus de modestes familles rurales de paysans, d'artisans et de commerçants. Son père vend des tissus, détruit les taupes ou est à l'occasion guérisseur. Sa mère tient un petit commerce à La Coudrelle.
Bon élève, Germain est pris en charge par deux instituteurs qui le poussent dans sa scolarité. Il se destine donc à être lui-même enseignant et à entrer à l’École Normale de Parthenay mais la guerre éclate. 
Mobilisé en 1915, caporal au 405e régiment d'infanterie, il est fait prisonnier à Verdun en 1916 et part en captivité à Ingolstadt, en Bavière, d'où il revient en décembre 1918. À son retour il devient instituteur dans différentes écoles autour de Parthenay puis à Thénezay à partir de 1926.
En raison de son appartenance à la loge maçonnique de Parthenay et à la ligue des droits de l'homme, il est révoqué par le gouvernement de Vichy en 1941 et quitte son logement de fonction en mars 1942.
Il réintègre son poste début 1945 mais meurt d'un infarctus en juin de la même année.
L'école publique de Thénezay, porte son nom depuis 1988 grâce à Didier Coupeau, alors directeur de l'école et à Pierre-Marie Contard, auteur de la première biographie de l'auteur.

## Œuvres
Il raconte ses souvenirs de guerre dans un roman en partie autobiographique publié à compte d'auteur en 1938, Le Pote. Le magnifique dessin de couverture, représentant un Poilu à la corvée, est de Maurice Benézech, alors directeur de l'école de dessin de Parthenay. 
Il achève en 1939 l'écriture de son deuxième roman, Deux Larmes, qu'il publie à compte d'auteur et qui lui vaut une certaine notoriété locale. Portant le sous titre "roman du terroir", ce texte raconte la vie d'une communauté paysanne vers 1900. 
Découvert par Jean Rogissart qui le présente à Charles Braibant, pendant l'Exode, il modifie son texte et le publie dans la NRF Gallimard, sous le titre L'Ouche aux brebis. Charles Braibant en signe la préface. Ce roman est réédité 8 fois. Il est pressenti pour le Goncourt et le Renaudot.
Révoqué par le gouvernement de Vichy en 1941, il se consacre à l'écriture de son troisième roman La Vache et le Veau de mai 1942 à novembre 1944. Ce dernier sera publié pour la première fois aux éditions CPE Marivole en mars 2015.
Il fut aussi l'auteur de nouvelles et participa activement à la vie locale en écrivant dans le journal Le Travail et Le Semeur.
Un fac-similé de L'Ouche aux brebis a été publié en 1988 par Geste Éditions, préfacé par Poignat.
Une réédition du roman Le Pote a été publiée chez Marivole en mars 2014 par Olivier Épié et Frédéric Dumerchat.
La Vache et le Veau, son troisième et dernier roman, a été édité soixante-ans après la mort de l'auteur. De 1920 à 1944, nous suivons la vie de deux familles de Lhoumois. Le talent de Rallon consiste à faire dialoguer une peinture du monde paysan entre les deux guerres avec les événements contemporains dont il est le témoin et qui vont profondément bouleverser la France. 
Germain Rallon met en valeur la générosité, la solidarité et le courage de ces modestes paysans qu'il connaît intimement.